# L'Homme au pistolet d'or (film)
Pour les articles homonymes, voir L'Homme au pistolet d'or.
Ne doit pas être confondu avec L'Homme aux colts d'or.
Série
Vivre et laisser mourir
(1973) L'Espion qui m'aimait
(1977)
Pour plus de détails, voir Fiche technique et Distribution.
L'Homme au pistolet d'or (The Man with the Golden Gun) est un film d'espionnage britannique réalisé par Guy Hamilton et sorti en 1974. C'est le 9e opus de la série des films de James Bond produite par Albert R. Broccoli et Harry Saltzman, par l'intermédiaire de leur société EON Productions. Roger Moore incarne James Bond pour la deuxième fois. C'est le quatrième et dernier film de la série réalisé par Guy Hamilton.
L'Homme au pistolet d'or est l'adaptation cinématographique du roman du même nom de Ian Fleming paru à titre posthume en 1965.
Le film se déroule à l'époque du premier choc pétrolier (1973), thème dominant du scénario. À cette époque, le Royaume-Uni ne s'est pas encore remis de la crise.
James Bond est envoyé à la recherche de l'Agitateur Sol-X, un engin capable de capter l'énergie solaire avec un rendement de 90 %.

## Synopsis

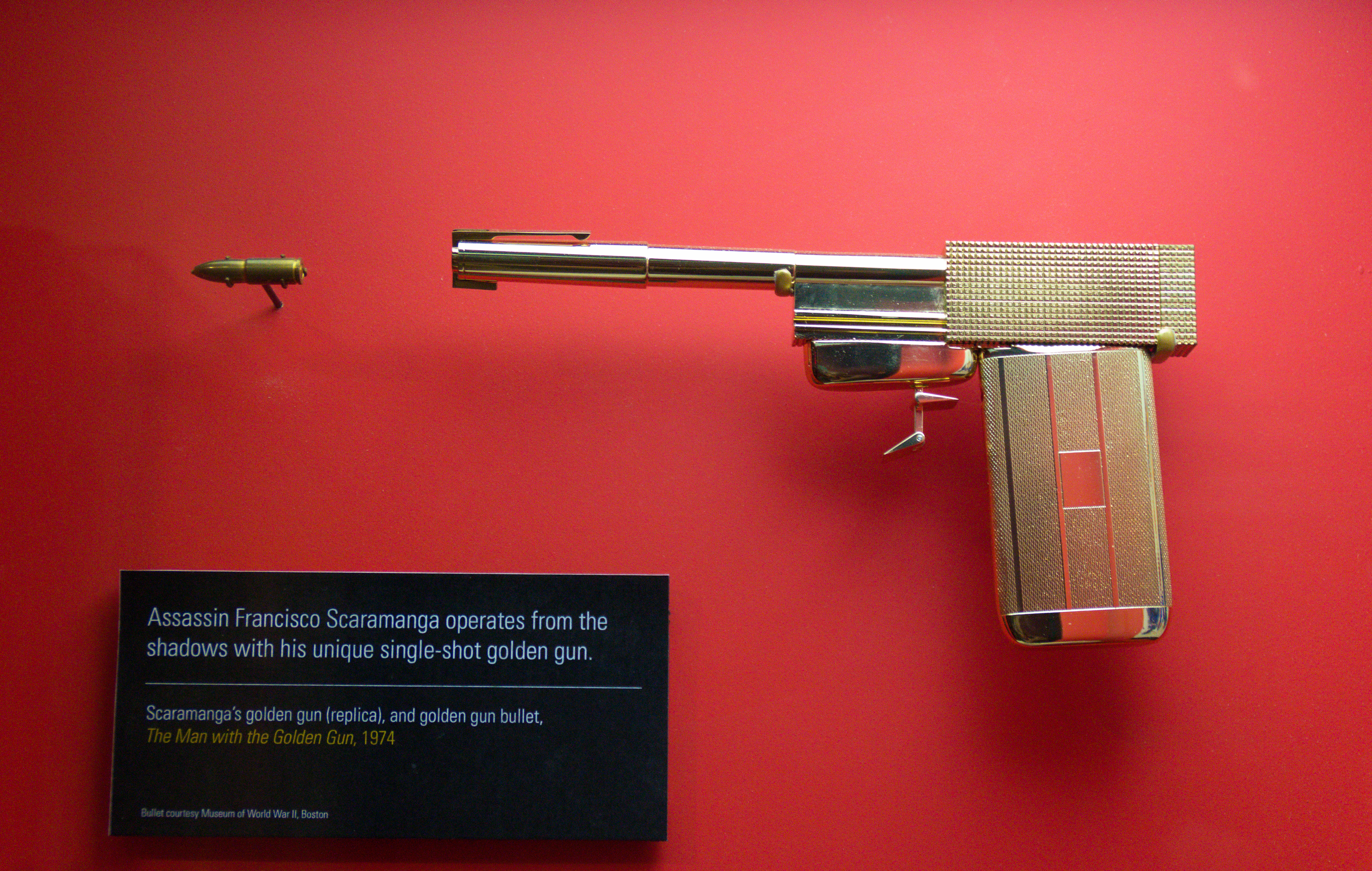
Le pistolet d'or, arme du tueur à gage Francisco Scaramanga et la balle en or gravée « 007 »

Un nain répondant au nom de Tric-Trac projette d'assassiner son maître, Francisco Scaramanga. Ce dernier est le tueur à gages le plus cher du monde. Il tente le coup avec l'aide d'un gangster arrivé sur son île privée en mer de Chine. Scaramanga, visiblement au courant de l'initiative de son majordome chargé de veiller à son entraînement, dispose d'une installation élaborée (shooting range animé en forme de funhouse) et parvient à tuer son ennemi, après avoir non sans peine retrouvé son pistolet d'or, dans la salle des miroirs. Il déclare alors à Tric-Trac, qui récupère sur le cadavre les 20 000 $ d'acompte versés auparavant, qu'il devra faire mieux s'il veut un jour hériter de sa fortune. Il fait alors feu à cadence rapide sur les doigts de la réplique grandeur nature de James Bond, qui figure dans son stand étant considéré comme un adversaire possible, le seul à sa hauteur. Il les coupe tous de son tir.
À Londres, le MI6 reçoit une cartouche à balle d'or gravée au matricule de James Bond, « 007 ». Déduction est alors faite que Scaramanga, dont personne ne connaît le visage (mais connu pour avoir un troisième mamelon), va tenter d'assassiner James Bond et a envoyé la balle pour l'intimider. M décide alors, pour ne pas le mettre en péril, de mettre fin à la mission de Bond, à savoir de retrouver un scientifique nommé Gibson, inventeur d'un dispositif capable de capter l'énergie solaire avec un rendement supérieur à tout ce qui existe et qui pourrait donc résoudre la crise énergétique subie par le Royaume-Uni. M force donc Bond à se mettre en congé mais ce dernier décide de trouver Scaramanga par lui-même.
Bond part sur la piste d'une autre balle en or, qui a tué l'agent 002. Il finit par la trouver sur Saida, une danseuse à Beyrouth, qui la gardait en talisman, dans son nombril.
Après expertise, elle ne peut provenir que d'un expert en armement à Macao, l'artisan armurier Lazar. Bond l'approche, l'interroge et tombe sur Andrea Anders, la maitresse de Scaramanga, qui récupère pour lui ses balles en or.
Bond la suit jusqu'à Hong Kong et la force à lui révéler ce qu'elle sait au sujet de Scaramanga, son apparence et ses projets. Les renseignements le mènent à un club de strip-tease, le "Bottoms up". Alors qu'il se décide à entrer dans l'établissement, Scaramanga dissimulé tire dans sa direction, mais tue sa véritable cible, Gibson qui sortait du club.
Bien que Bond clame son innocence, le lieutenant Hip de la police locale lui demande de l'accompagner au poste, alors que la police boucle les lieux. Tric-Trac en profite pour voler l'Agitateur Sol-X dans la poche de Gibson.
Bond est finalement emmené hors de Hong Kong, à l'intérieur de l'épave du Queen Elizabeth, siège du MI-6 local où il rencontre M et Q tout en apprenant que Hip est son contact local.
Bond est à présent chargé de retrouver l'Agitateur Sol-X et de tuer Scaramanga. Il voyage jusqu'à Bangkok afin de rencontrer l'industriel thaïlandais ou sino-thaï Hai Fat, suspecté d'avoir engagé Scaramanga afin d'assassiner Gibson - Bond suppose que Hai Fat ne l'a jamais rencontré en personne-. Bond utilise alors un faux troisième mamelon afin de se faire passer pour Scaramanga et rencontre Hai Fat dans sa résidence. En fait, Hai Fat a déjà rencontré Scaramanga, et fait capturer Bond qui se réveille dans un dojo des environs de Bangkok. Bond est forcé de combattre des hommes de main de Hai Fat au karaté. Hip et ses nièces, combattants performants, interviennent et l'aident alors à s'enfuir. Bond s'empare d'un bateau à moteur et échappe à ses poursuivants dans les canaux de Bangkok.
Pendant ce temps, Scaramanga essuie le courroux de Hai Fat pour cette complication, se faisant rappeler son simple rôle d'exécutant grassement payé. Scaramanga l'écoute avec indifférence, tout en assemblant ses accessoires de fumeur en un pistolet d'or massif - avec lequel il tue Hai Fat pour prendre le contrôle des opérations-.
À l'hôtel où Bond dîne avec son assistante Mary Bonne-Nuit, il reçoit la visite d'Anders. Elle lui avoue avoir envoyé la balle, afin qu'il tue Scaramanga. En paiement du service qu'il lui rend, elle lui promet de lui remettre le Sol-X, à un combat de boxe le jour suivant. Quand Bond arrive à la tribune où se trouve Anders, celle-ci immobile, figée car déjà été tuée par Scaramanga, et Scaramanga fait discrètement son apparition à ses côtés en profitant de la foule. Durant la « discussion » que Bond a avec le tueur, sous la menace de Tric-Trac, il parvient à remettre le Sol-X (tombé par terre et que Scaramanga n'a pu récupérer) à Hip, qui le donne à Bonne-Nuit. Cette dernière, souhaitant placer un mouchard sur la voiture de Scaramanga (une AMC Matador), se retrouve coincée à l'intérieur de son coffre. James Bond poursuit Scaramanga dans une AMC Hornet, ayant comme passager le shérif Pepper (du film Vivre et Laisser Mourir) en vadrouille en Thaïlande. La poursuite prend fin quand Scaramanga transforme sa voiture en avion en l'accouplant à une aile motorisée par un turboréacteur, dissimulée dans un hangar et il vole jusqu'à son île privée en mer de Chine méridionale. Les plans éloignés de ce gadget improbable sont ceux d'un simple modèle réduit télécommandé.

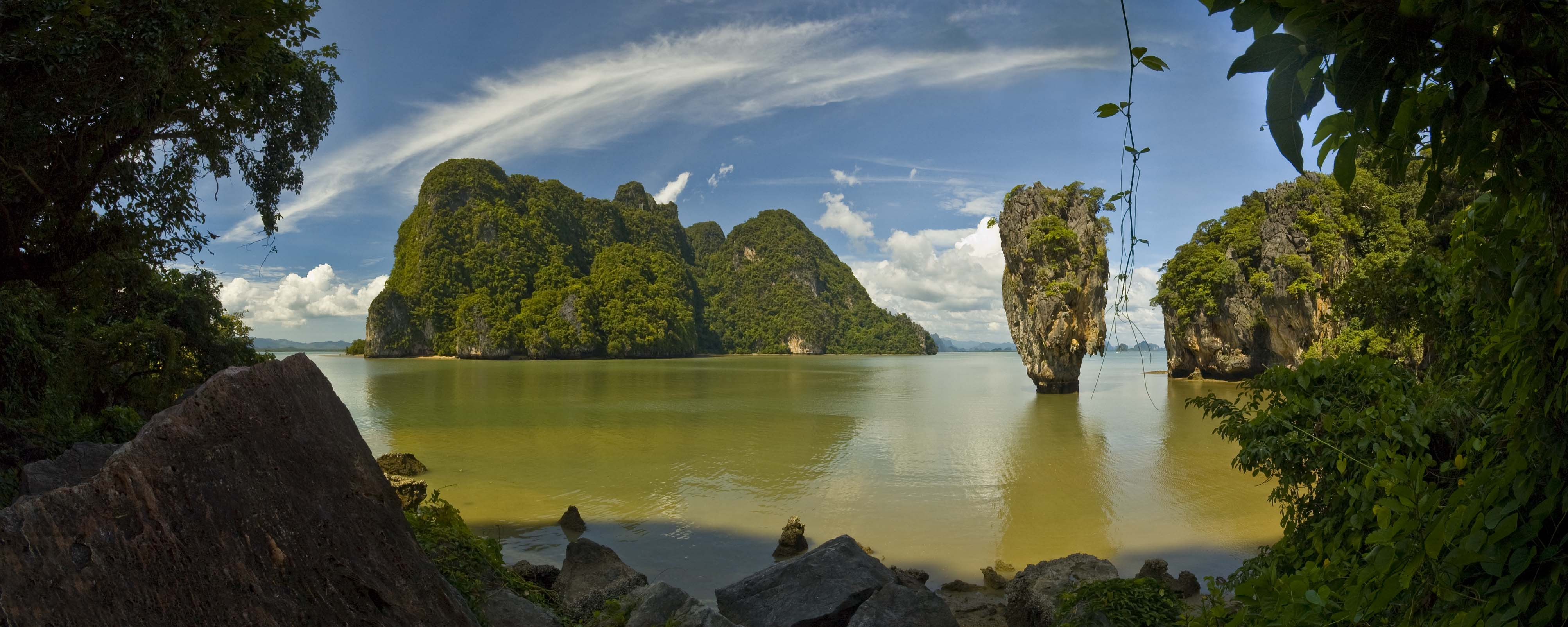
L'île Khao Phing Kan dans baie de Phang Nga avec le rocher Ko Tapu. Cette partie du film est tournée dans la Mer d'Andaman.

James Bond parvient néanmoins à retrouver sa trace, grâce au traceur embarqué par Bonne-Nuit. À son arrivée sur l'île de Scaramanga en mini-hydravion SeaBee, car les forces armées chinoises hébergeant le tueur l'ont laissé passer après accord exprès, Bond est accueilli sur la plage par Scaramanga. Ce dernier lui fait une démonstration prétentieuse de son habileté au tir, explosant de loin le goulot d'une bouteille de champagne amenée par Tric-Trac sur un plateau avec un revolver Colt Peacemaker à canon long. Bond profite d'un bref dîner d'honneur préparé par Tric-Trac, avec Scaramanga et Bonne-Nuit en bikini, contrainte d'agir en captive surveillée ; il visite également la centrale à énergie solaire dont Scaramanga s'est emparé en tuant Hai Fat, lui permettant de devenir un intermédiaire obligé des grandes puissances et de s'enrichir fabuleusement. Il lui montre le canon solaire contrôlé par le Sol-X via un récepteur caché dans un rocher en forme de champignon. Avec, il détruit l'hydravion de Bond. Au cours du dîner, Scaramanga propose en vain à Bond de s'associer et accepte un duel au pistolet sur la plage mais lorsque Bond se retourne, Scaramanga a disparu. Tric-Trac prétendant vouloir la mort de son maître se montre alors et emmène Bond dans le complexe d'entraînement de Scaramanga, où celui-ci sera définitivement mis hors d'état de nuire : Bond qui s'était dans un premier temps retrouvé désarmé dans la 'funhouse' en perdant son pistolet, parvient ensuite à se faire passer pour le mannequin à son effigie, surprend Scaramanga et le tue. Puis il récupère le Sol-X avec l'aide de Bonne-Nuit. Malheureusement celle-ci s'est débarrassée de son garde en le poussant dans un bassin d'hélium liquide refroidissant les éléments supraconducteurs, rompant l'équilibre de la centrale solaire qui devient incontrôlable. L'île explose alors que Bond et Bonne-Nuit s'échappent à bord de la luxueuse jonque motorisée de Scaramanga. Dans la chambre, une scène de bagarre met aux prises Bond avec Tric-Trac, furieux d'avoir perdu son 'héritage' ; il finit accroché au mât de la jonque, dans un filet. Les deux héros entament une croisière romantique sur pilote automatique.

## Fiche technique
- Titre français : L'Homme au pistolet d'or
- Titre original : The Man with the Golden Gun
- Réalisation : Guy Hamilton
- Scénario : Tom Mankiewicz et Richard Maibaum, d'après le roman éponyme de Ian Fleming
- Musique : John Barry ; chanson du générique interprétée par Lulu
- Photographie : Ted Moore et Oswald Morris
- Montage : Raymond Poulton et John Shirley
- Direction artistique : Peter Lamont et John Graysmark
- Décors : Peter Murton
- Effets spéciaux : John Evans (assistant non crédité)
- Affiche : Robert McGinnis
- Production : Albert R. Broccoli et Harry Saltzman
- Sociétés de production : EON Productions et Danjaq
- Distribution : United Artists
- Pays de production :  Royaume-Uni,  États-Unis
- Langues originales de tournage : anglais, thaïlandais, cantonais et chinois
- Format : couleurs - 1,85:1 - 35 mm - son monophonique
- Genre : espionnage, action
- Durée : 125 minutes
- Dates de sortie[2] :
  - Royaume-Uni : 19 décembre 1974 (première mondiale à Londres)
  - États-Unis : 19 décembre 1974 (première à New York), 20 décembre 1974 (sortie nationale)
  - France : 20 décembre 1974

## Distribution
- Roger Moore (VF : Claude Bertrand) : James Bond
- Christopher Lee (VF : Jacques Thébault) : Francisco Scaramanga, un tueur à gage qui souhaite vendre l'énergie solaire au plus offrant
- Britt Ekland (VF : Sylvie Feit) : Mary Goodnight (Mary Bonne-Nuit en VF), contact de Bond en Extrême-Orient
- Maud Adams (VF : Michèle Montel) : Andrea Anders, amante de Scaramanga. Souhaitant échapper à son emprise, elle contacte Bond pour lui demander de l'aider à le tuer
- Hervé Villechaize (VF : Guy Piérauld) : Nick Nack (Tric-Trac en VF), serviteur de Scaramanga
- Clifton James (VF : Pierre Garin) : Shérif J.W. Pepper, le shérif de Louisiane en vacances en Thaïlande
- Richard Loo (VF : Pierre Marteville) : Hai Fat, millionnaire thaïlandais, industriel associé à Scaramanga
- Soon-Tek Oh (VF : Jacques Aveline) : Lieutenant Hip, contact local de Bond à Hong Kong et Bangkok
- Marc Lawrence (VF : Raymond Loyer) : Rodney, le tueur à gages (pré-générique)
- Bernard Lee (VF : Serge Nadaud) : « M », chef du MI6
- Lois Maxwell (VF : Paule Emanuele) : Miss Moneypenny, secrétaire de « M »
- Marne Maitland (VF : Claude Dasset) : Lazar (prononcé Laser en VF), le vendeur d'armes et de munitions
- Desmond Llewelyn (VF : Georges Hubert) : « Q », chef du département recherche du MI6
- James Cossins (en) (VF : Yves Barsacq) : Colthorpe, l'expert en armement et spécialiste en balistique du MI6
- Chan Yiu Lam : Chula, un élève de l'école d'arts martiaux
- Carmen du Sautoy (en) (VF : Lily Baron) : Saida, la danseuse du ventre sur laquelle 007 récupère la balle en or
- Gerald James (VF : Michel Gudin) : Pr Frazier, l'expert en énergie solaire
- Michael Osborne (VF : René Roussel) : le lieutenant de la Marine
- Michael Fleming (VF : Roger Rudel) : l’officier des communications
- Sonny Caldinez : Kra, l'agent de maintenance et de sécurité de Scaramanga (non crédité)
- Michael Goodliffe (VF : Fernand Fabre) : Bill Tanner, le chef d'état-major (non crédité)
- Gordon Everett (VF : Roger Rudel) : Gibson, l'expert en énergie solaire (non crédité)
- Ray Marioni : Al Capone (non crédité)
- Jay Sidow (VF : Lita Recio) : Maybelle Pepper (non créditée)
- Françoise Therry (VO : Nikki van der Zyl / VF : Marie-Martine) : Chuss Mwa (Chew Mee en V.O.) (non créditée)
- Sayan Jantanarat : le garçon à l'éléphant (non crédité)

## Lieux de l'action
- Angleterre, Londres
- Liban, Beyrouth
- Macao
- Hong Kong
- Thaïlande, Bangkok et île de Scaramanga qui se situe dans la baie de Phang Nga en Thaïlande (et non en mer de Chine méridionale comme mentionné dans le film pour les besoins du scénario). Elle est désormais appelée “île de James Bond”.

## Production

### Genèse et développement
Comme pour On ne vit que deux fois, Les diamants sont éternels et Vivre et laisser mourir, le film n'entretient qu'un très lointain rapport avec le roman de Ian Fleming, ne retenant en l'occurrence que le personnage de Francisco Scaramanga. Le roman se déroulait en Jamaïque et mettait en scène l'affrontement entre James Bond et un tueur à solde du KGB.
Le film est une production Albert R. Broccoli et Harry Saltzman ; c'est la dernière coproduction de Saltzman dans la série James Bond, le partenariat entre les deux hommes ayant pris fin après la sortie du film. Les 50 % de parts de la société mère d'EON, Danjaq, détenues par Saltzman ont alors été rachetées par United Artists. Albert R. Broccoli allait produire seul les quatre films de Bond suivants. Les problèmes juridiques autour de la propriété des adaptations de Bond ont retardé pendant trois ans la production du film suivant, L'Espion qui m'aimait. Cet intervalle est le plus long dans la série à cette date : jusqu'en 1989, les films sortaient à un ou deux ans d'intervalle.
Albert R. Broccoli et Harry Saltzman souhaitaient à l'origine que L'Homme au pistolet d'or suive On ne vit que deux fois dès 1969 mais la production a été annulée : il était alors prévu de réaliser les prises de vues au Cambodge mais le début de la guerre civile cambodgienne a empêché le tournage. Roger Moore était déjà prévu dans la distribution de cette première version. Ils avaient alors produit Au service secret de Sa Majesté avec George Lazenby.

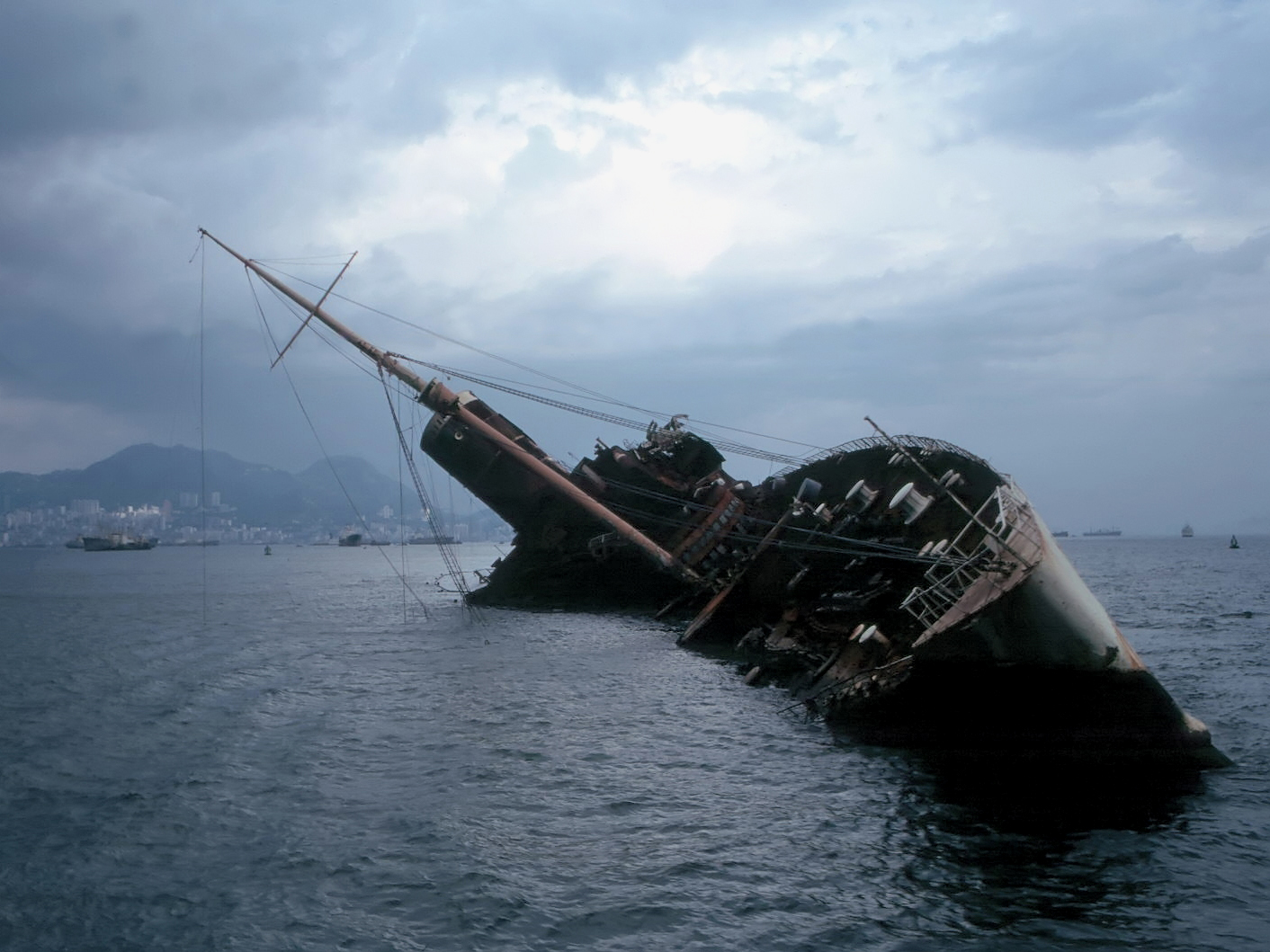
Le RMS Queen Elizabeth échoué, en 1972.

Le roman se situait davantage en Jamaïque, mais ces lieux étaient déjà apparus dans James Bond 007 contre Dr. No et Vivre et laisser mourir, l'intrigue du film est alors déplacée en Orient. Beyrouth et l'Iran, également au cœur du scénario prévu initialement, étaient quant à elle des destinations à risque, en raison de la Guerre du Kippour. La majeure partie de l'histoire et la production a donc lieu en Thaïlande. En repérage, Albert R. Broccoli découvre l'épave du RMS Queen Elizabeth à Hong Kong. Il décide d'en faire la base locale du MI6.
Tom Mankiewicz écrit un premier jet du scénario en 1973, focalisé sur la lutte entre Bond et Scaramanga, dans lequel ce dernier est l'équivalent « maléfique » de Bond. Des tensions entre le scénariste et le réalisateur provoquent l'arrivée d'un autre scénariste, Richard Maibaum, qui a déjà travaillé sur six autres films de la série. Ils utilisent le choc pétrolier de 1973 dans l'intrigue, ainsi que l'Agitateur Sol-X, véritable « MacGuffin » du scénario. Le fils d'Albert R. Broccoli, Michael G. Wilson — futur producteur de la série —, fait alors des recherches sur l'énergie solaire.

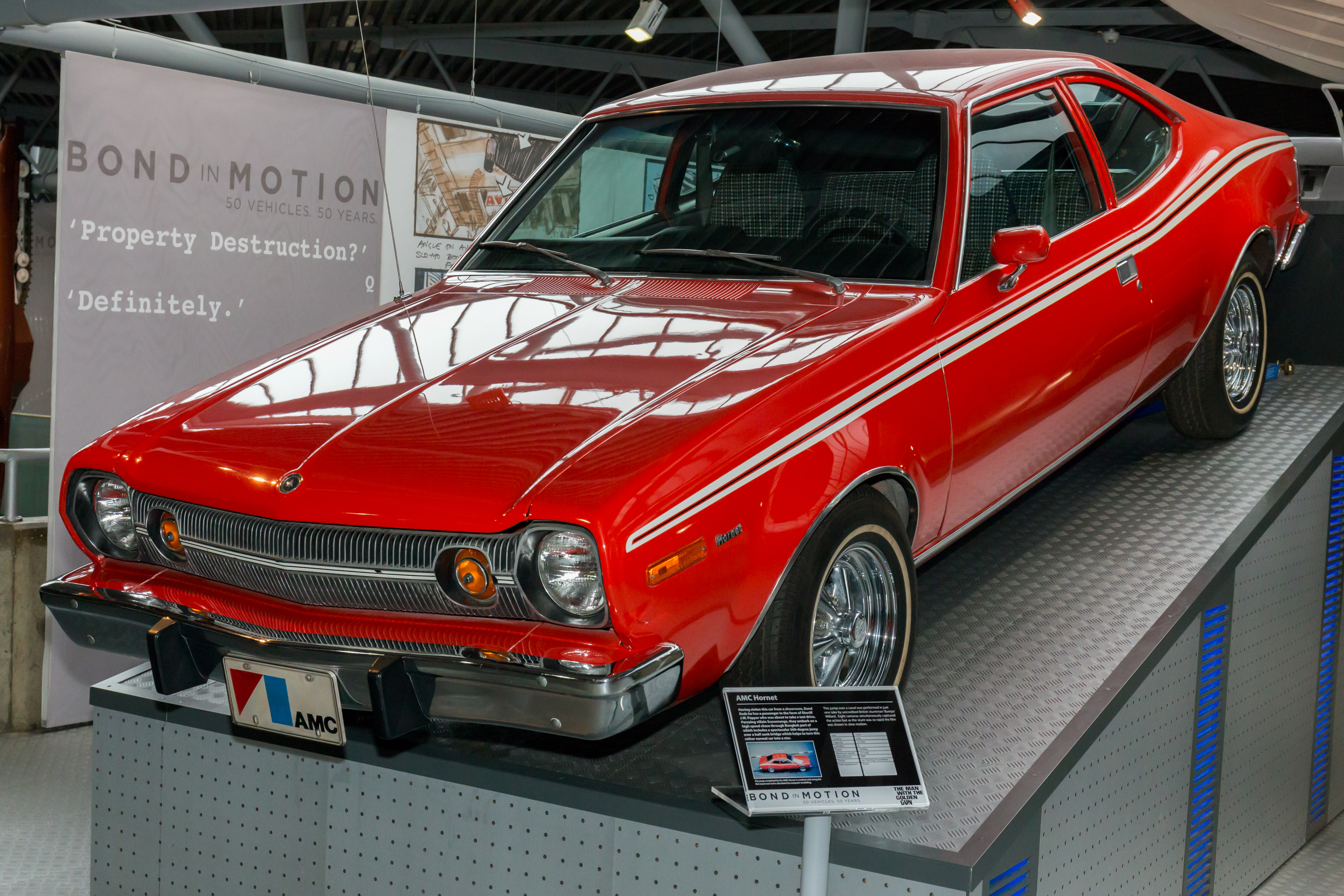
L'AMC Hornet, la voiture de James Bond dans ce film.

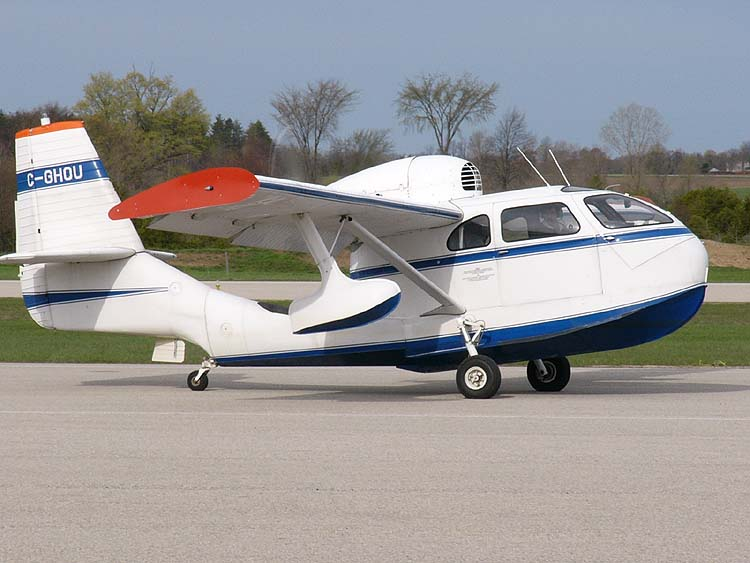
Mini hydravion Republic RC-3 Seabee utilisé par James Bond

Alors que Vivre et laisser mourir tendait vers les films de blaxploitation, L'Homme au pistolet d'or lorgne davantage vers les films d'arts martiaux, à l'époque popularisés par les films de Bruce Lee tels que La Fureur de vaincre (1972) ou Opération Dragon (1973).

### Attribution des rôles
Le rôle de Scaramanga a d'abord été offert à Jack Palance. Christopher Lee, retenu pour incarner le tueur à gages, est un cousin de Ian Fleming et, selon certaines sources, faisait partie des acteurs retenus par Fleming pour incarner le Dr. Julius No dans James Bond 007 contre Dr. No en 1962. Ils étaient cousins par alliance (le beau-père de Lee était le frère de la mère de Fleming) et jouaient fréquemment au golf ensemble. Le tournage du film à Bangkok a empêché Lee d'accepter le rôle du Spécialiste dans le film Tommy, réalisé par Ken Russell en 1975. Le rôle a alors été confié à Jack Nicholson. Christopher Lee se souvient de la façon dont Ian Fleming a baptisé son méchant : « Il y avait un type du nom de Scaramanga qui était à Eton avec Ian, c'est en tout cas ce qu'il m'a dit. Il le détestait cordialement, c'est pour cela qu'il a donné ce nom à son méchant. »
Le personnage de Mary Bonne-Nuit, incarné par le sex-symbol des années 1970 Britt Ekland, est un personnage récurrent dans plusieurs romans de la série James Bond, dans lesquels elle tient le rôle de secrétaire de Bond,  qui n'apparaît pas  dans les films où l'on ne voit que la secrétaire de son chef M, Miss Moneypenny. Britt Ekland avait d'abord auditionné pour le rôle de la maîtresse de Scaramanga mais Guy Hamilton lui a offert le rôle de Mary Bonne-Nuit après l'avoir vue en bikini.
Marc Lawrence, qui joue le gangster abattu par Scaramanga au début du film, a joué un personnage similaire dans Les Diamants sont éternels. Néanmoins, rien dans les deux films ne permet de déterminer s'il s'agit réellement du même personnage.
L'assistant de Francisco Scaramanga, Tric-Trac, est interprété par Hervé Villechaize, un acteur français d'1,10 m. Villechaize est devenu célèbre par la suite dans le rôle de Tattoo, l'assistant d'un autre personnage mystérieux (M. Roarke) dans la série télévisée L'Île fantastique. Bien que français, Hervé Villechaize ne se doubla pas dans la version française, comme il en est habituellement l'usage. Ce rôle échut à Guy Piérauld, alors voix française attitrée de Bugs Bunny.
Il s'agit du premier des trois films où apparaît Maud Adams. En 1983, elle joue Octopussy dans le film du même nom. Elle fait aussi une apparition dans Dangereusement vôtre.
Il s'agit du second film où Clifton James joue le rôle du shérif J. W. Pepper qui est cette fois en vacances avec sa femme à Bangkok et qui prend place dans la voiture de James Bond quand celui-ci poursuit Scaramanga. Sa première apparition fut dans Vivre et laisser mourir.
Yuen Qiu, qui joue le rôle de l'une des jeunes filles que Bond rencontre dans le dojo, fait trente ans plus tard la démonstration de son talent pour les arts martiaux dans le film Crazy Kung-Fu (2004) de Stephen Chow.

### Tournage
Le tournage a eu lieu du 18 avril au 23 août 1974. Les prises de vues se déroulent, pour la majeure partie, en décors naturels et sur les lieux de l'action : à Hong Kong, Macao, Bangkok et Phuket. Les scènes en studio, comprenant les séquences tournées dans la centrale solaire de Scaramanga et les intérieurs de l'île, ont été tournées aux Pinewood Studios. La scène du canal, au cours de laquelle Bond rend inopérant le bateau du dojo, a été tournée à Thon Buri, en Thaïlande.
Les producteurs avaient d'abord l'intention de tourner L'Homme au pistolet d'or au Cambodge, mais le pays se trouva plongé dans les soubresauts de la guerre du Viêt Nam. Beyrouth et la ville de Bam, en Iran, furent également envisagés puis rejetés en tant que sites de tournage potentiels en raison du conflit israélo-arabe.
Bien que le tournage principal n'ait pas débuté avant avril 1974, les scènes où l'on voit l'épave du paquebot Queen Elizabeth sont tournées dans le port de Hong Kong le 6 novembre 1973. Mis à la mer en 1938, le plus grand paquebot de son temps est en cours de rénovation pour devenir une université flottante, quand un incendiaire y met le feu le 9 janvier 1972.
Le directeur de la photographie Ted Moore accomplit le tournage en Thaïlande mais il tomba malade au retour de l'équipe en Angleterre. Les producteurs trouvèrent un remplaçant de dernière minute en la personne d'Oswald Morris, auquel on promit tout le matériel et l'assistance nécessaire pour achever le film dans les délais.
Les scènes présentant le repaire de Scaramanga ont été tournées dans la Province de Phang Nga, en Thaïlande, au nord-est de Phuket. L'île, officiellement dénommée Ko Tapu, est depuis le film plus souvent désignée par les noms d'« Île de James Bond » ou « Île de Scaramanga » tant par les autochtones que par les guides touristiques. Les scènes d'extérieur ont, quant à elles, été tournées sur l'île Khao Phing Kan proche de la baie de Phang Nga dans la presqu’île du détroit de Malacca située en mer d'Andaman. Les deux îles sont, depuis, des attractions touristiques locales et ont été très durement touchées par le tsunami dû au tremblement de terre qui, en 2004, a frappé la quasi-totalité de l'Océan Indien. Aujourd’hui destination réputée, Phuket n'était en 1974 qu'un petit village de pêcheurs. Les producteurs transférèrent l'action du site jamaïcain imaginé par Fleming vers la Thaïlande car le précédent film, Vivre et laisser mourir (1973) se déroulait en grande partie dans les Caraïbes.
L'un des lieux de tournages les plus surprenants utilisés pour le film est l'épave à demi émergée du transatlantique RMS Queen Elizabeth, qui sert de base secrète au MI6 dans la baie de Hong Kong. Dans le film, lorsque le ferry Hong Kong-Macao passe à proximité de l'épave, on entend un guide expliquer que le naufrage a eu lieu en 1971. En réalité, le naufrage du navire, dû à un incendie, a eu lieu en janvier 1972. L'épave demeura dans le port de Hong Kong pendant trois ans, puis sa coque fut utilisée pour le remblayage lors de la construction du nouvel aéroport de Hong Kong.
Il fallut un an de calculs par ordinateur pour créer la cascade où Bond et Pepper sautent par-dessus un canal en effectuant une vrille en l'air à bord d'une AMC Hornet X Hatchback (moteur 5,9 l V8). La scène ne nécessita qu'une seule prise, avec en réalité le cascadeur Loren "Bumps" Willert au volant.
Le duel à mort qui oppose Bond à Scaramanga était à l'origine deux fois plus long. Dans les prises inutilisées, 007 lance un cocktail Molotov et Scaramanga tire une deuxième balle. Ces séquences figurent dans la pré-bande-annonce (teaser) originale du film.

### Bande originale
Bandes originales James Bond
Vivre et laisser mourir
(1973) L'Espion qui m'aimait
(1977)
Après la « parenthèse » George Martin pour le film précédent Vivre et laisser mourir, John Barry revient et compose sa 7e bande originale d'un film James Bond.
Le thème musical du film, The Man with the Golden Gun, sorti en 1974, est interprété par la chanteuse écossaise Lulu et a été composé par John Barry. Les paroles sont écrites par Don Black. Alice Cooper écrivit une chanson du même nom pour les producteurs du film, qui ont toutefois préféré prendre la chanson de Lulu à la place. Le titre de Cooper figure sur l'album Muscle of Love sorti en 1973.
Certaines compositions de Barry ("Chew Me in Grisly Land", "Let's Go Get 'Em", etc.) reprennent le célèbre "James Bond Theme" composé par Monty Norman pour James Bond 007 contre Dr. No.
Le thème principal et la bande originale dans son ensemble sont globalement considérés par les critiques comme l'une des plus piètres contributions de John Barry à la série de films. C'est d'ailleurs également l'avis de Barry lui-même, qui en a dit : « c'est [la bande originale] que je déteste le plus. Pour moi elle n'a tout simplement jamais existé ».
Le film est également le premier à abandonner le solo de guitare électrique en arpèges qui jusque-là illustrait toutes les séquences d'introduction vues de l'intérieur d'un canon de pistolet. Toutes les versions ultérieures du Gun Barrel Theme de Barry font appel à des cordes et une trompette.
Liste des titres - Original Soundtrack Album
1. The Man with the Golden Gun (Main Title) (J. Barry / D. Black) – Lulu
2. Scaramanga's Fun House
3. Chew Me in Grisly Land
4. The Man with the Golden Gun (Jazz Instrumental)
5. Getting the Bullet
6. Goodnight Goodnight
7. Let's Go Get 'Em
8. Hip's Trip
9. Kung Fu Fight
10. In Search of Scaramanga's Island
11. Return to Scaramanga's Fun House
12. The Man With the Golden Gun (End Title) (J. Barry/D. Black) – Lulu

Liste des titres - LaLaLand Records 50th Anniversary Expanded Edition
1. Gunbarrel / The Island
2. Scaramanga's Fun House
3. Main Title: The Man With The Golden Gun (Performed By Lulu)
4. Getting The Bullet
5. Macau / Forever Hold Your Piece
6. Getting the Bullet
7. Following Andrea
8. Scaramanga Strikes
9. Hip's Trip
10. Chew Me
11. Quite Titillating
12. Grisly Land
13. Take Mr. Bond To School / Chula / Escape
14. 20,000 Baht
15. J.W. Pepper / Bond Rides Off
16. The Death Of Hai Fat / New Chairman
17. Moments
18. Goodnight Goodnight
19. You Must Be Good / In The Boot / Car Keys
20. Let’s Go Get ’Em
21. Flying Car
22. In Search Of Scaramanga’s Island (Film Version)
23. Bond’s Arrival / The Solex Agitator / The Sun / Solar Power
24. Return To Scaramanga’s Fun House
25. Absolute Zero
26. Retrieving The Solex Agitator
27. Slow Boat From China
28. End Title: The Man With The Golden Gun–Reprise (Performed By Lulu)

## Sortie et accueil critique
L'Homme au pistolet d'or sort le 18 décembre 1974. Réalisé avec un budget estimé à 13 millions de dollars américains, le film en rapporte 97,6 par son exploitation en salles à l'international. Les recettes américaines se montent à 21 millions de dollars et les recettes suédoises à 8,011 millions de couronnes.
Le film est mal accueilli avec 40% de critiques positives et est au niveau Rotten sur le site Rotten Tomatoes.
Certaines critiques[Lesquelles ?] se firent plus dures, reprochant au film de faire un usage trop immodéré de la comédie ou, plus généralement, d'être mou ou ennuyeux. La performance de Roger Moore a été critiquée négativement pour son ton peu compatible avec son interprétation du personnage de Bond. Christopher Lee, pour sa part, a été salué comme le meilleur adversaire de Bond à ce jour.
Luke Thompson du New Times a dit du film : « Bond contre Herve et Dracula. Qui pourrait ne pas aimer ? »
L'Homme au pistolet d'or est le premier film de James Bond projeté au Kremlin, à Moscou. Selon Roger Moore, après la projection, un dignitaire soviétique lança, à propos de Scaramanga : « Nous ne l'avons pas très bien formé. »[réf. souhaitée]

## Distinction

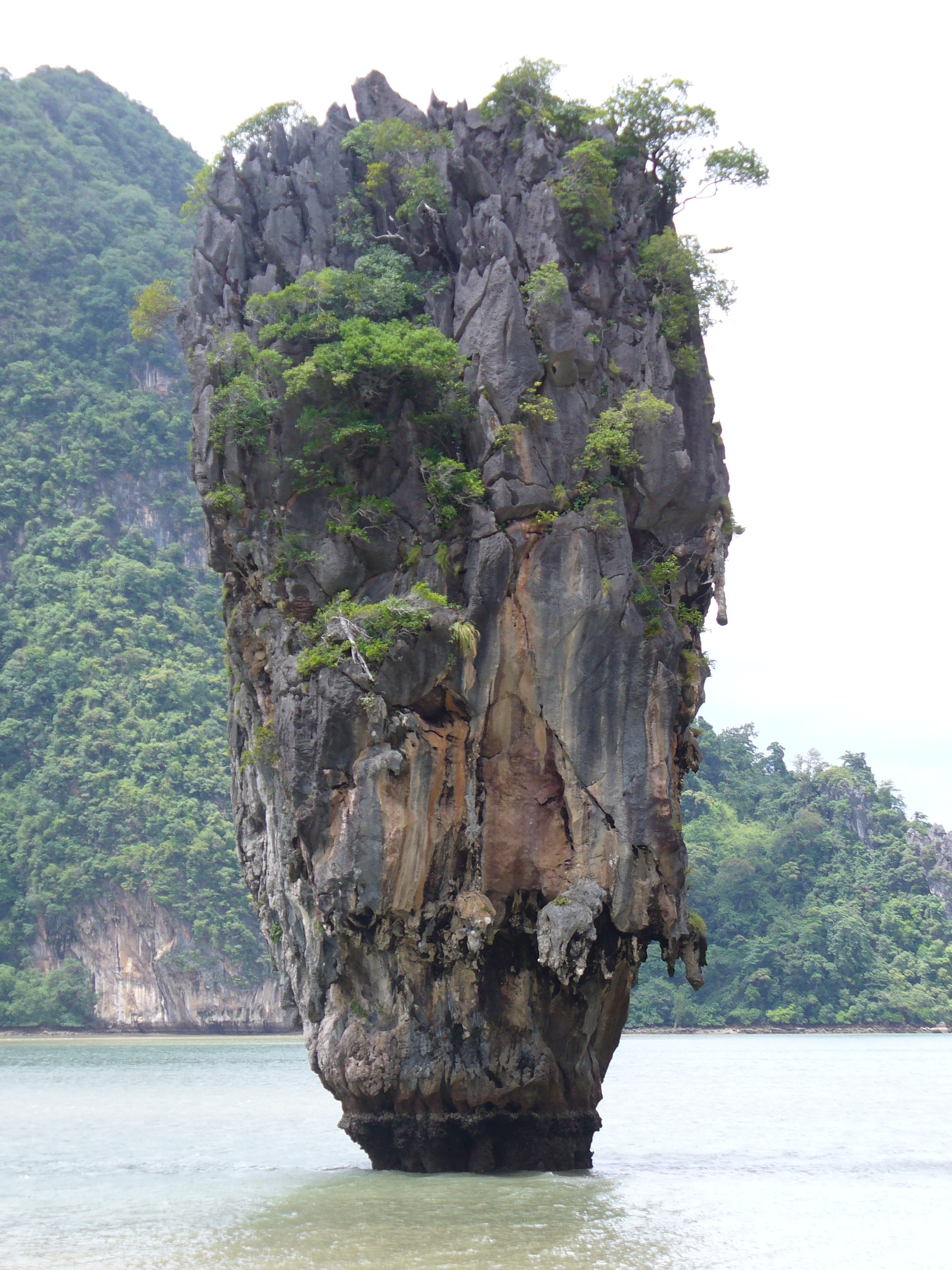
L'Île de Scaramanga

- Goldene Leinwand 1977 pour United Artists[18]

## Héritage et hommages
Scaramanga apparaît comme ennemi dans plusieurs jeux vidéo. Son pistolet d'or a initialement été ajouté dans le niveau égyptien du versant multijoueur de GoldenEye 007. De par sa popularité, il a ensuite été reconduit dans les jeux suivants de la série : James Bond 007 : Le monde ne suffit pas, James Bond 007 : Espion pour cible, 007: Nightfire, 007 : Quitte ou double, GoldenEye : Au service du Mal et Bons baisers de Russie. Dans James Bond 007 : Le monde ne suffit pas, paru sur Nintendo 64, le pistolet doit être assemblé à partir du stylo, du briquet et de la mallette avant de pouvoir être utilisé. Dans la plupart des jeux, cette arme permet de tuer en un seul coup, ce qui reflète le fait que Scaramanga ne ratait jamais sa cible - bien que ce ne soit pas le cas des joueurs - ce qui explique pourquoi le pistolet d'or n'est pas disponible en mode solo.
Scaramanga apparaît comme personnage jouable dans le versant multijoueur de 007: Nightfire. Comme dans le film, le personnage de Scaramanga a une excellente précision.
En 2004, il apparaît pour la troisième fois dans la série de jeux vidéo, dans GoldenEye : Au service du Mal, en tant qu'allié d'Auric Goldfinger. Il est le fabricant de l'œil synthétique remis au joueur (« GoldenEye ») et crée un virus utilisé contre l'appareil O.M.E.N. de Goldfinger. C'est de nouveau Christopher Lee qui prête sa voix au personnage. Dans le jeu, il existe un niveau reprenant le « Palais du Rire » de Scaramanga, incluant les pièges qui font perdre à Bond la plupart de ses balles dans le film, par exemple les mannequins d'Al Capone et du cowboy ou encore l'image de Scaramanga. Le niveau inclut également un mannequin de Bond, dont le joueur peut récupérer l'arme.
Dans d'autres jeux vidéo, une arme capable de tuer en un coup est parfois désignée par le surnom de Golden Gun (« pistolet d'or »). Dans Killer 7, le personnage principal, Garcian Smith, qui vient de perdre son équipe d'assassins face à l'ennemi, doit utiliser un Golden Gun pour terminer la mission de l'équipe. Cette arme peut tuer n'importe quel adversaire en un coup au but.